# DPe (Inschrift)

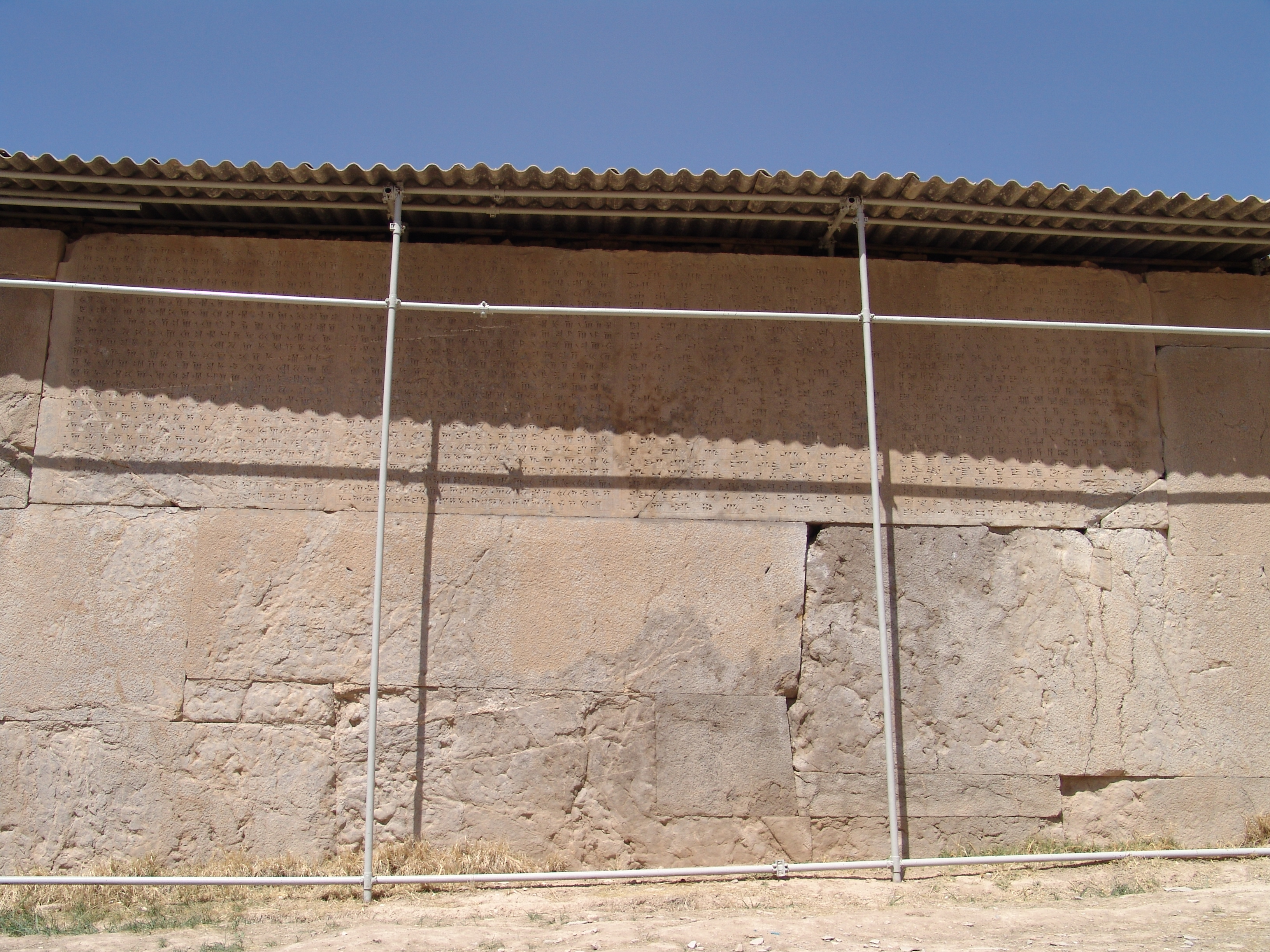
Die vier Inschriften mit DPe als zweiter von links an der erhaltenen Südmauer der Terrasse des Palasts von Dareios I.

DPe ist die Abkürzung einer Inschrift von Dareios I. (D). Sie wurde in Persepolis (P) entdeckt und von der Wissenschaft mit einem Index (e) versehen. Die Inschrift liegt in altpersischer Sprache vor.

## Inhalt
„§1. Ich (bin) Darius, der große König, König der Könige, König der Länder, der zahlreichen, des Hystaspes Sohn, der Achämenide.
§2. Es spricht der König Darius: Nach dem Willen Ahuramazdas (sind es) diese Länder, die ich in Besitz nahm mit diesem persischen Heere, die sich vor mir fürchteten, mir Tribut brachten: Elam, Medien, Babylon, Arabien, Assyrien, Ägypten, Armenien, Kappadokien, Sardes, die Ionier des Festlandes und die des Meeres, und die Länder im Osten: Sagartien, Parthien, Drangiana, Areia, Baktrien, Sogdiana, Chorasmien, Sattagydien, Arachosien, Indien, Gandara, Saka, Maka.
§3. Es spricht der König Darius: Wenn du so denkst: ‚Vor keinem Feinde will ich mich fürchten‘, so schütze dieses persische Volk! Wenn das persische Volk geschützt ist, so wird für lange Zeit die Segensfülle ungestört sein; sie wird durch Ahura herabkommen auf dieses Haus.“

## Beschreibung
Die Inschrift DPe ist eine von vier jeweils 24 Zeilen umfassenden Inschriften (DPd–DPg) und befindet sich als zweite von links auf einem rund 7 × 2 m großen Block, der in der obersten Steinreihe der erhaltenen Terrassen-Südmauer des Palasts von Dareios I. eingelassen ist. Die 1778 erstmals von Carsten Niebuhr veröffentlichten Inschriften sind in Altpersisch (DPd und DPe), Elamisch (DPf) und Akkadisch (DPg) verfasst, stellen aber keine Trilingue dar, sondern geben unterschiedliche Inhalte wieder. Um sie vollständig erfassen zu können, musste man alle drei Sprachen beherrschen.
Die Inschrift befindet sich in situ (am Ursprungsort).